# Anoplocapros amygdaloides
Anoplocapros amygdaloides is een  straalvinnige vis uit de familie van de doosvissen (Aracanidae). De wetenschappelijke naam van de soort is voor het eerst geldig gepubliceerd in 1941 door Alec Fraser-Brunner.

## Type
- holotype: BMNH 1845.7.3.118 (opgezet)
- typelocatie: Australië